# 勒韦尔内-沙梅阿讷
勒韦尔内-沙梅阿讷（法語：Le Vernet-Chaméane，法語發音：[lə vɛʁnɛ ʃamean]）是法国多姆山省的一个市镇，属于伊苏瓦尔区。该市镇于2019年由原市镇韦尔内拉瓦雷讷和沙梅阿讷合并而成，行政中心位于韦尔内拉瓦雷讷。

## 地理
勒韦尔内-沙梅阿讷（45°28'32"N, 3°27'9"E）面积46.01 平方千米，位于法国奥弗涅-罗讷-阿尔卑斯大区多姆山省，该省份为法国中南部省份，北起阿列省接壤，东临卢瓦尔省，南至上盧瓦爾省和康塔爾省，西接科雷兹省和克勒兹省。
与勒韦尔内-沙梅阿讷接壤的市镇（或旧市镇、城区）包括：圣热内拉图雷特、圣日耳曼莱尔姆、圣卡特琳、小尚帕尼亚、拉沙佩勒叙于松、邦萨、圣艾蒂安叙于松、圣康坦-叙索克西朗日、孔达莱蒙布瓦西耶。
勒韦尔内-沙梅阿讷的时区为UTC+01:00、UTC+02:00（夏令时）。

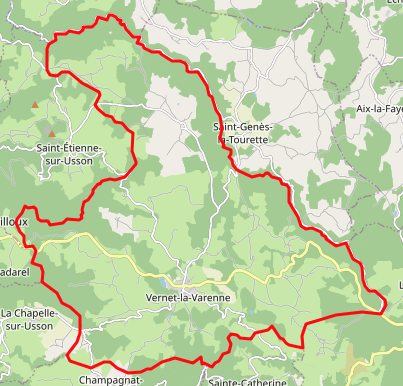
勒韦尔内-沙梅阿讷的OSM定位图

## 行政
勒韦尔内-沙梅阿讷的邮政编码为63580，INSEE市镇编码为63448。

## 政治
勒韦尔内-沙梅阿讷所属的省级选区为布拉萨克莱米讷县。

## 人口
勒韦尔内-沙梅阿讷于2022年1月1日时的人口数量为780人。